# Cima di Corborant
Cima di Corborant – szczyt w Alpach Nadmorskich, części Alp Zachodnich. Leży na granicy między Włochami (Piemont) a Francją (Prowansja-Alpy-Lazurowe Wybrzeże). Szczyt można zdobyć ze schroniska Rifugio Migliorero (2094 m). Góruje nad doliną Valle Stura di Demonte i miejscowością Vinadio.